# Doliocarpus dentatus
Doliocarpus dentatus (Aubl.) Standl. – gatunek rośliny z rodziny ukęślowatych (Dilleniaceae Salisb.). Występuje naturalnie na Kubie oraz na obszarze od środkowego Meksyku przez Panamę i Kolumbię aż po Boliwię, Brazylię i Paragwaj. W Brazylii został zaobserwowany we wszystkich stanach oprócz dwóch najbardziej wysuniętych na południe Rio Grande do Sul i Santa Catarina. 

## Morfologia
PokrójZimozielone i zdrewniałe liany.
LiścieBlaszka liściowa ma kształt od lancetowatego do eliptycznego. Mierzy 6–24 cm długości oraz 3–10 cm szerokości, jest nieco ząbkowana na brzegu, ma ostro zbiegającą nasadę i spiczasty wierzchołek. Ogonek liściowy jest owłosiony i ma 1–2,5 cm długości.
KwiatyZebrane po 10–30 w pęczki, rozwijają się w kątach pędów. Działki kielicha mają kształt od eliptycznego do odwrotnie jajowatego i mierzą do 3–5 mm długości. Płatki mają białą barwę, dorastają do 4 mm długości. Pręcików jest od 25 do 35.

## Biologia i ekologia
Rośnie w lasach, na terenach nizinnych. Kwitnie od marca do kwietnia. 

## Zmienność
W obrębie tego gatunku oprócz podgatunku nominatywnego wyróżniono cztery podgatunki:
- D. dentatus subsp. esmeraldae (Steyerm.) Kubitzki
- D. dentatus subsp. ferrugineus (Rusby) Kubitzki
- D. dentatus subsp. rufescens (Sleumer) Kubitzki
- D. dentatus subsp. undulatus (Eichler) Kubitzki